# جون غاستون داربو
جون غاستون داربو (Jean Gaston Darboux)، هو عالم رياضيات فرنسي.

## وصلات خارجية
- جون غاستون داربو على موقع الموسوعة البريطانية (الإنجليزية)